# Xã Springfield, Quận Greene, Missouri
Xã Springfield (tiếng Anh: Springfield Township) là một xã thuộc quận Greene, tiểu bang Missouri, Hoa Kỳ. Năm 2010, dân số của xã này là 159.496 người.